# Toula Stathopoulou
Toula Stathopoulou, född 1932, död 2006, var en grekisk skådespelerska.

## Roller
- (2004) - Tårarnas äng
- (1988) - Lipotaktis
- (1984) - I Timi Tis Agapis
- (1970) - Anaparastassi